# Episodi di Godfather of Harlem (terza stagione)
La terza stagione della serie televisiva Godfather of Harlem, composta da 10 episodi, è stata trasmessa in prima visione assoluta dalla rete televisiva MGM+ dal 15 gennaio al 26 marzo agosto 2023.
| nº | Titolo originale           | Titolo italiano                   | Prima TV USA     | Prima TV Italia |
| -- | -------------------------- | --------------------------------- | ---------------- | --------------- |
| 1  | The Negro in White America | Rivolte                           | 15 gennaio 2023  | 16 luglio 2025  |
| 2  | Alzado                     | Alzado                            | 22 gennaio 2023  | 16 luglio 2025  |
| 3  | Mecca                      | Mecca                             | 29 gennaio 2023  | 16 luglio 2025  |
| 4  | Captain Fields             | Capitano fields                   | 5 febbraio 2023  | 16 luglio 2025  |
| 5  | Angel of Death             | L'angelo della morte              | 19 febbraio 2023 | 16 luglio 2025  |
| 6  | Spooks                     | Spie                              | 26 febbraio 2023 | 16 luglio 2025  |
| 7  | All Roads Lead to Malcolm  | Tutte le strade portano a Malcolm | 5 marzo 2023     | 16 luglio 2025  |
| 8  | Homeland or Death          | Patria o morte                    | 12 marzo 2023    | 16 luglio 2025  |
| 9  | We Are All Kings           | Siamo tutti re                    | 19 marzo 2023    | 16 luglio 2025  |
| 10 | Our Black Shining Prince   | Il nostro principe nero           | 26 marzo 2023    | 16 luglio 2025  |